# 补隆淖镇
补隆淖镇是中华人民共和国内蒙古自治区巴彦淖尔市磴口县下辖的一个镇。
2012年1月20日，内蒙古自治区人民政府批复同意从巴彦高勒镇划出部分区域，设置补隆淖镇，补隆淖镇辖河壕、友谊、团结、黄土档、夹道、坝楞、新河7个村，镇人民政府驻友谊。

## 行政区划
补隆淖镇下辖以下村级行政区划单位：
河壕村、友谊村、团结村、坝楞村、夹道村、新河村和黄土档村。